# Institut für Christkatholische Theologie

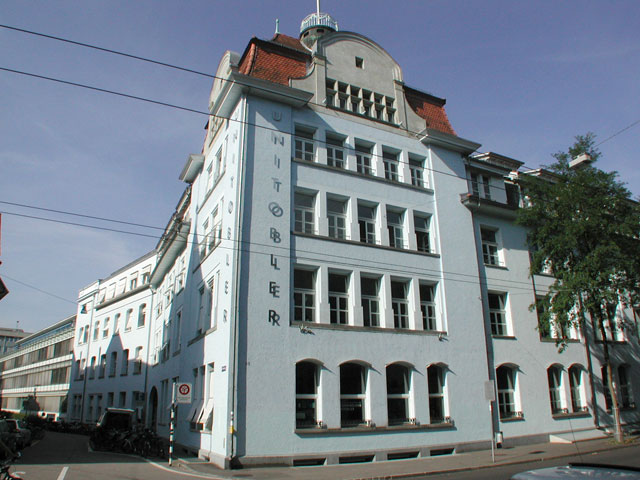
Das UniTobler Gebäude in der Berner Länggassstrasse beherbergt seit den 1990er Jahren unter anderem die Theologische Fakultät der Universität Bern

Das Institut für Christkatholische Theologie ist eine Einheit der Theologischen Fakultät der Universität Bern. Es ist die Nachfolgeinstitution der 1874 gegründeten Katholisch-theologischen (seit 1945 Christkatholisch-theologische) Fakultät, die 127 Jahre lang die einzige eigenständige theologische Fakultät der altkatholischen Kirche an einer staatlichen Universität weltweit war.

## Geschichte
Im Kulturkampf des 19. Jahrhunderts wollten liberal-radikale Politiker des Kantons Bern mit einer katholisch-theologischen Fakultät an der Universität Bern eine Ausbildungsstätte für angehende katholische Geistliche schaffen, um so ein Gegengewicht zum Ultramontanismus zu bilden. So nahm die Katholisch-theologische Fakultät am 23. November 1874 mit fünf Professoren und neun Studenten den Vorlesungsbetrieb auf. Da jedoch die dort ausgebildeten Theologen keine Aussicht hatten, von einem römisch-katholischen Bischof in den Klerus seines Bistums aufgenommen zu werden, diente die Fakultät de facto von Anfang an als Ausbildungsstätte für die im gleichen Zeitraum entstehende Christkatholische Kirche der Schweiz. Einer der Professoren der Gründungszeit, Eduard Herzog, wurde denn auch 1876 von der zweiten Session der Nationalsynode der Christkatholischen Kirche der Schweiz zum ersten Bischof gewählt.
Trotzdem behielt die Fakultät den Namen «Katholisch-theologische Fakultät»; erst 1945 wurde der Name der seit Anbeginn gegebenen Realität angepasst und in «Christkatholisch-theologische Fakultät» geändert. Mit dem neuen Universitätsgesetz wurden 2001 die beiden theologischen Fakultäten der Universität Bern, die evangelische und die christkatholische, zu einer einzigen Fakultät zusammengeschlossen, die zunächst «Christkatholische und evangelisch-theologische Fakultät», seit dem 1. August 2008 nur noch «Theologische Fakultät» heisst. Zunächst als «Departement für Christkatholische Theologie», seit 2017 als «Institut für Christkatholische Theologie» wird die Tradition christkatholischer Lehre und Forschung an der Universität Bern fortgeführt.

## Studienbetrieb
Die Lehranstalt deckt nicht den gesamten Fächerkanon der Theologie ab, wobei es auch zu Veränderungen im Lehrangebot gekommen ist: Gab es bis 2007 einen Lehrstuhl für Neues Testament, Homiletik und Altkatholizismus, so wurde dieser nach der Emeritierung des Lehrstuhlinhabers Urs von Arx durch eine Professur für Geschichte des Altkatholizmus und allgemeine Kirchengeschichte ersetzt. Daneben besteht eine Professur für Systematische Theologie und Ökumene sowie eine Dozentur für Liturgik. Periodisch vergibt das Institut Lehraufträge für anglikanische und orthodoxe Theologie, gelegentlich auch für andere Fächer.
Abgedeckt sind damit vorwiegend jene theologischen Disziplinen, die für das altkatholische theologische Profil wesentlich sind. So ermöglicht das Institut das Studium der Theologie im Rahmen der Theologischen Fakultät als Monofach mit dem Studienziel Bachelor of Theology und Master of Theology mit christkatholischem Schwerpunkt. Darauf aufbauend ist ein Doktorat in christkatholischer Theologie möglich. Daneben bietet das Institut einen Master minor «Geschichte und Theologie des Altkatholizismus» an und beteiligt sich am Lehrangebot für andere Studiengänge der Fakultät.
Ein wesentliches Gepräge erfährt die Lehranstalt dadurch, dass an ihr stets auch Studierende anderer altkatholischer Kirchen, sowie anderskonfessionelle, namentlich orthodoxe Studierende aus osteuropäischen Ländern, eingeschrieben sind. So stammte bis ins Jahr 2000 die Hälfte aller Studierenden an der Fakultät für Christkatholische Theologie aus dem Ausland, wovon wiederum die Hälfte einen anderskonfessionellen Hintergrund – vorrangig aus dem östlichen Europa – hatten. Ausländische Studierende absolvieren bis heute zumeist ein Doktoratsstudium oder arbeiten an einem Habilitationsprojekt. Deren Forschung deckt etwa Projekte zu altkatholischen Kirchen, zum Anglikanismus, zur Serbisch-Orthodoxen Kirche, zur Russisch-Orthodoxen Kirche, zur Armenischen Apostolischen Kirche, zur indischen Mar-Thoma-Kirche, zur Römisch-katholischen Kirche, zu historischen Kirchen und religiösen Bewegungen wie Port-Royal, Augustianismus (oder «Jansenismus») und Gallikanismus sowie politisch-religiösen Konflikten wie dem Kulturkampf ab.

## Forschung und Publikationen

### Internationale Kirchliche Zeitschrift
Das Institut für Christkatholische Theologie ist federführend an der Herausgabe der Internationalen Kirchlichen Zeitschrift (IKZ) beteiligt, die 1893 – damals noch unter dem Namen Revue International de Théologie – an der Berner Katholisch-theologischen Fakultät ins Leben gerufen wurde. Der deutsche Titel der Zeitschrift wurde 1911 aufgrund der überwiegend deutschsprachigen Autor- und Leserschaft eingeführt. Die IKZ war und ist das wichtigste Publikationsorgan für Forschungen in altkatholischer Theologie. Neben Fachartikeln umfasst sie eine «Kirchliche Chronik», in der Beschlüsse der Internationalen Bischofskonferenz, international wichtige Beschlüsse altkatholischer Nationalkirchen und für den Altkatholizismus wichtige Entwicklungen in der Ökumene publiziert werden. Weiter dokumentiert sie die Internationalen Altkatholikenkongresse, Internationale Theologenkonferenzen, theologische Konsultationen zwischen Altkatholiken und Anglikanern u. a. m. – Die IKZ erscheint in Bern bei Stämpfli AG.

### Internationaler Arbeitskreis Altkatholizismusforschung
Zur Förderung der internationalen Vernetzung der Altkatholizismusforschung beteiligt sich das Institut intensiv an der Arbeit des Internationalen Arbeitskreises Altkatholizismusforschung, der am 9. Oktober 1998 in Bonn ins Leben gerufen wurde und seither jährlich dort tagt. Die Projekte «Altkatholische Biographie» und «Archiv der altkatholischen Veröffentlichungen» werden vom Institut betreut.

## Bekannte Dozenten und Dozentinnen
in chronologischer Reihenfolge der Geburtsjahre
- Johann(es) Friedrich (1836–1917), Professor für historische Nebenfächer der Theologie an der Ludwig-Maximilians-Universität München, 1874/1875 für zwei Semester beurlaubt und erster Dekan der (Alt-)Katholisch-Theologischen Fakultät in Bern, danach Rückkehr nach München
- Eduard Herzog (1841–1924), Professor für Neues Testament und erster Bischof der Christkatholischen Kirche der Schweiz 1876–1924
- Eugène Michaud (1839–1917), Professor für Dogmatik und Kirchengeschichte, lehrte auch franz. Sprache und Literatur
- Franz Hirschwälder (1843–1886), Professor für Moraltheologie, Dogmatik und Liturgik
- Adolf Thürlings (1844–1915), Professor für Systematische Theologie, lehrte auch Liturgik und Kirchenmusik
- Philipp Woker (1848–1924), ab 1875 Professor für Kirchengeschichte und Kirchenrecht, ab 1888 auch Professor für Allg. Geschichte
- Adolf Küry (1870–1956), Professor für Kirchengeschichte und Kirchenrecht, später auch für Liturgik, 1924–1955 zweiter Bischof der Christkatholischen Kirche der Schweiz
- Arnold Gilg (1887–1967), Professor für Systematische Theologie bzw. für Kirchen- und Dogmengeschichte und Seelsorge
- Ernst Gaugler (1891–1963), Professor für Neutestamentliche Wissenschaft, Homiletik und Katechetik
- Albert Emil Rüthy (1901–1980), Professor für Altes Testament und Liturgik
- Urs Küry (1901–1976), Professor für Systematische Theologie und Pastoraltheologie und 1955–1972 dritter Bischof der Christkatholischen Kirche der Schweiz
- Werner Küppers (1905–1980), 1933–1938 ao. Prof. für Altes Testament, danach Pfarrer, Dozent und Professor in Bonn
- Kurt Stalder (1912–1996), 1960-1982 Professor für Neues Testament, Homiletik und Katechetik
- Walter Frei (1927-2022), 1957-1992 nebenamtlicher Professor für Kirchengeschichte (ab 1974 auch für Seelsorge)
- Herwig Aldenhoven (1933–2002), Professor für Systematische Theologie und Liturgiewissenschaft
- Urs von Arx (* 1943), Professor für Neues Testament, Homiletik und Altkatholizismus
- Angela Berlis (* 1962), seit 2009 Professorin für Geschichte des Altkatholizismus und allgemeine Kirchengeschichte, Institutsvorsteherin

## Bekannte Absolventen
in chronologischer Reihenfolge der Geburtsjahre
- Emilijan (Radoslav) von Radić (1857–1907), Rektor des orthodoxen Priesterseminars in Sr. Karlovci, Vorsteher diverser Klöster, 1876 Licenciat in Bern (ohne offiziell eingeschrieben zu sein)
- Nikolaj (Nikola) Velimirović (1881–1956), kanonisierter serbisch-orthodoxer Bischof und Theologe, studierte 1906–1908 und 1909 in Bern, wo er 1910 sowohl in Theologie als auch in Geschichte promoviert wurde

- Jordan P. Ilić (1883–1950), Professor an der Theologischen Fakultät der Universität Belgrad, studierte 1910/1911 und 1924/25 in Bern, wo er 1923 promoviert wurde
- Jovan (Jordan A.) Ilić (1884–1974), serbisch-orthodoxer Bischof, studierte 1913–1914 und 1920–1921 in Bern, wo er 1923 promoviert wurde
- Werner Küppers (1905–1980), altkatholischer Theologe und Professor, studierte 1924–1931 in Bern
- Đoko Slijepčević (1907–1993), serbischer (Kirchen-)Historiker, war 1948–1854 in Bern immatrikuliert
- Léon Gauthier (1912–2003), vierter Bischof der Christkatholischen Kirche der Schweiz 1972–1986, studierte 1931–1936 in Bern
- Walter Frei (1927-2022), Kirchen- und Musikhistoriker, Schriftsteller und Psychotherapeut, 1957-1992 Professor an der Christkatholisch-theologischen Fakultät
- Sava (Svetozar) Vuković (1930–2001), serbisch-orthodoxer Bischof, studierte 1957–1958 in Bern
- Hans Gerny (1937–2021), fünfter Bischof der Christkatholischen Kirche der Schweiz 1986–2001
- Amfilohije (Risto) Radović (1938–2020), serbisch-orthodoxer Professor und Bischof, 2007–2010 Interimspatriarch der SOK, studierte 1964 ein Semester in Bern
- Joanikij (Ivan Georgiev) Nedelčev (1939–2024), bulgarisch-orthodoxer Metropolit von Sliven, studierte 1970–1972 in Bern
- Fritz-René Müller (* 1939), sechster Bischof der Christkatholischen Kirche der Schweiz 2002–2009
- Wiktor Wysoczański (1939–2023), Bischof der Polnisch-katholischen Kirche 1983–2023, Rektor der Christlichen Theologischen Akademie in Warschau, studierte 1971/72 in Bern
- Urs von Arx (* 1943), Professor für Neues Testament, Homiletik und Altkatholizismus
- Dumitru Megheşan (* 1954), Professor für Fundamentaltheologe und Dogmatik an der Universität Oradea, studierte 1980–1984 in Bern
- Harald Rein (* 1957), siebter Bischof der Christkatholischen Kirche der Schweiz, studierte 1981-1983 in Bern
- Frank Bangerter (* 1963), seit 2024 achter Bischof der Christkatholischen Kirche der Schweiz, studierte in den 2000er Jahren in Bern
- Denise Wyss (* 1965), erste in der Christkatholischen Kirche der Schweiz zur Priesterin geweihte Frau, studierte in den 1990er Jahren in Bern
- Andrzej Gontarek (* 1970), Bischof für das Bistum Warschau und leitender Bischof der Polnisch-Katholischen Kirche, studierte 1998/1999 in Bern